# Belgenbacher Mühle

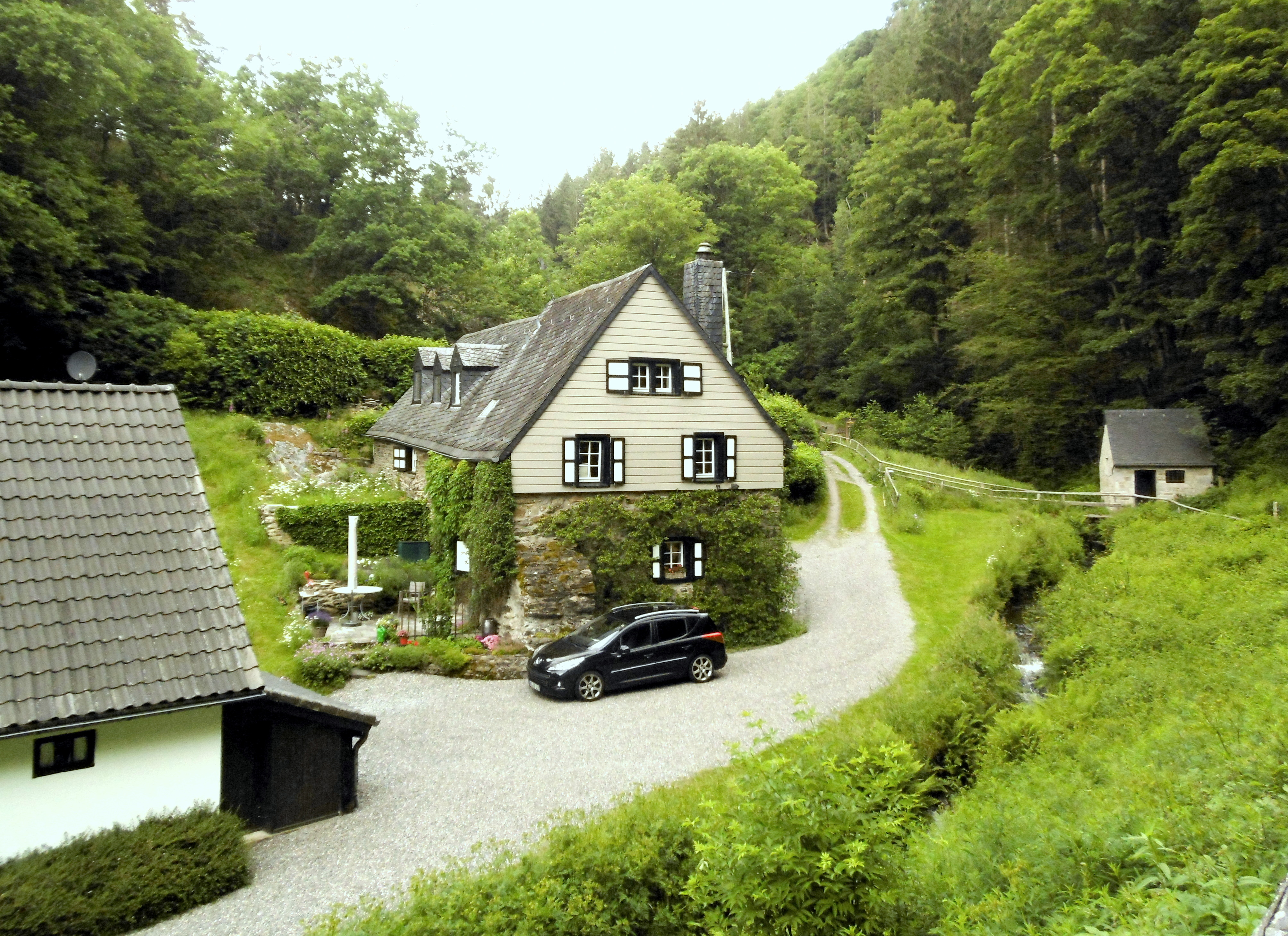
Ensemble: Remise, Mühle

Die Belgenbacher Mühle liegt zwischen Imgenbroich und Eicherscheid im Tal am Belgenbach mitten im Naturschutzgebiet Belgenbach. Das Tal ist an der Stelle etwa 130 m, V-förmig tief eingeschnitten.
Erbaut wurde die Belgenbacher Mühle 1544 als Nachfolgebauwerk der ursprünglichen Mühle, 1 km weiter bachaufwärts. In der heutigen Zeit wurde sie von dem „Eifelpfarrer“ Josef Bayer umgebaut und zeitweise als katholisches Jugendheim genutzt. Teile der Bauten werden heute als Ferienhaus vermietet. Die Gebäude stehen unter Denkmalschutz, registriert in Monschau unter der Nummer 338.

## Geschichte
Die Belgenbache Mühle, auch Eicherscheider Mühle genannt, ist vermutlich um 1300 entstanden, allerdings an einem Ort weiter bachaufwärts. Um 1306 wurde sie in einem Vertrag zwischen dem Grafen Reinhard von Montjoie und Falkenburg das erste Mal erwähnt. Am heutigen Standort wurde sie um 1544 neu errichtet, vermutlich weil mehr Wasser durch weitere Bäche zur Verfügung stand. Die Belgenbacher Mühle war bis um 1700 laut königlichem Mühlregal eine von vier Bannmühlen für die Umgebung. Dieses Hoheitsrecht sicherte den Grundherren das alleinige Recht zum Bau und Betreiben einer Mühle zu und zwang die Bauern der angrenzenden Gebiete, nur hier ihr Korn mahlen zu lassen.

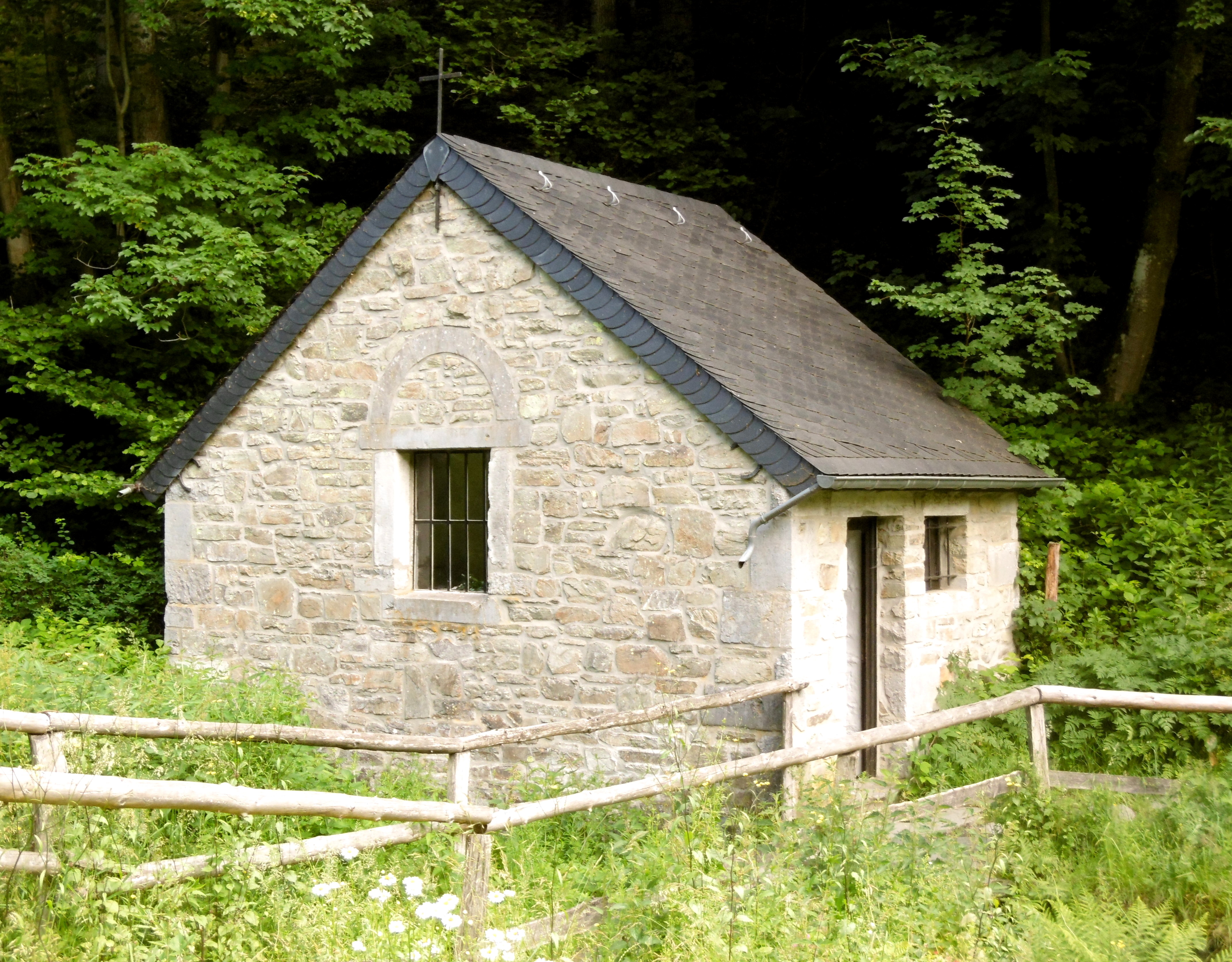
Erlöser-Kapelle
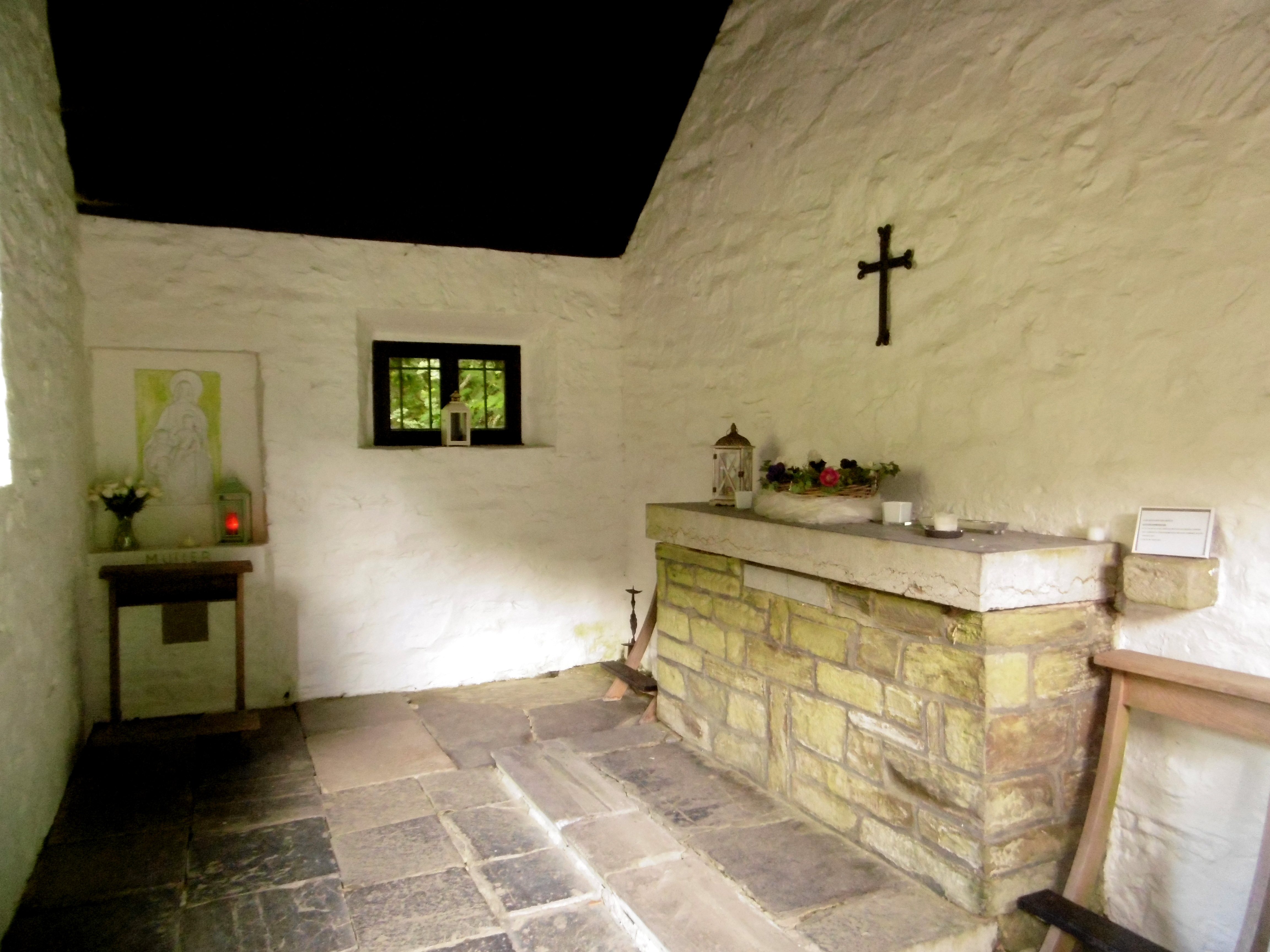
Innenansicht Erlöser-Kapelle

Von 1892 bis 1926 wurde zusätzlich zur Mahlmühle ein Sägewerk betrieben. Die Mühle selbst lief von 1912 bis 1926 nur noch im Bedarfsbetrieb. 1931 pachtete die Aachener Pfarre St. Peter die Mühle und baute sie als katholisches Jugendheim um. Ein Jahr später konnte sie bis zu 25 Kinder aufnehmen. Auf der anderen Bachseite, auf Eicherscheider Gebiet, wurde zudem die Erlöser-Kapelle nach Plänen des Aachener Dombaumeisters Felix Kreusch errichtet und am 12. August 1934 eingesegnet. Ein Jahr später wurde das Jugendheim von der Gestapo geschlossen und konnte erst 1947 wieder eröffnet werden. Im Jahr 1952 wurde das alte Mahlwerk ausgebaut und die Mühle wieder als Landheim für Jugendliche hergerichtet. 1964 übernahm die Diözese Aachen den Gebäudekomplex, weil sich der Betrieb als Jugendheim nicht mehr lohnte und die Anlage kaum noch genutzt wurde und verfiel. Später wurden Gebäude und das zugehörende Land an Privatpersonen verkauft, die den Gebäudekomplex grundlegend restauriert und teilweise zu Ferienwohnungen umgebaut haben.